# 密涅瓦 (紐約州)
密涅瓦（英語：Minerva）是一個位於美國紐約州艾塞克斯縣的鎮。

## 人口
根據2020年美國人口普查的數據，密涅瓦的面積為415.11平方千米，當中陸地面積為405.96平方千米，而水域面積為9.14平方千米。當地共有人口773人，而人口密度為每平方千米2人。